# 多德森 (路易斯安那州)
多德森（英語：Dodson），是美国路易斯安那州下属的一座村镇。根据2010年美国人口普查，该市有人口337人。建置上，属于“village”。